# Phyllachne
Phyllachne is een geslacht van kussenvormende planten uit de familie Stylidiaceae. Het geslacht telt vier soorten, waarvan er twee soorten endemisch zijn in Nieuw-Zeeland. De soort Phyllachne colensoi komt voor op het Australische eiland Tasmanië en de soort Phyllachne uliginosa is endemisch in zuidelijk Zuid-Amerika.

## Soorten
- Phyllachne clavigera
- Phyllachne colensoi
- Phyllachne rubra
- Phyllachne uliginosa